# Small Pressurized Rover

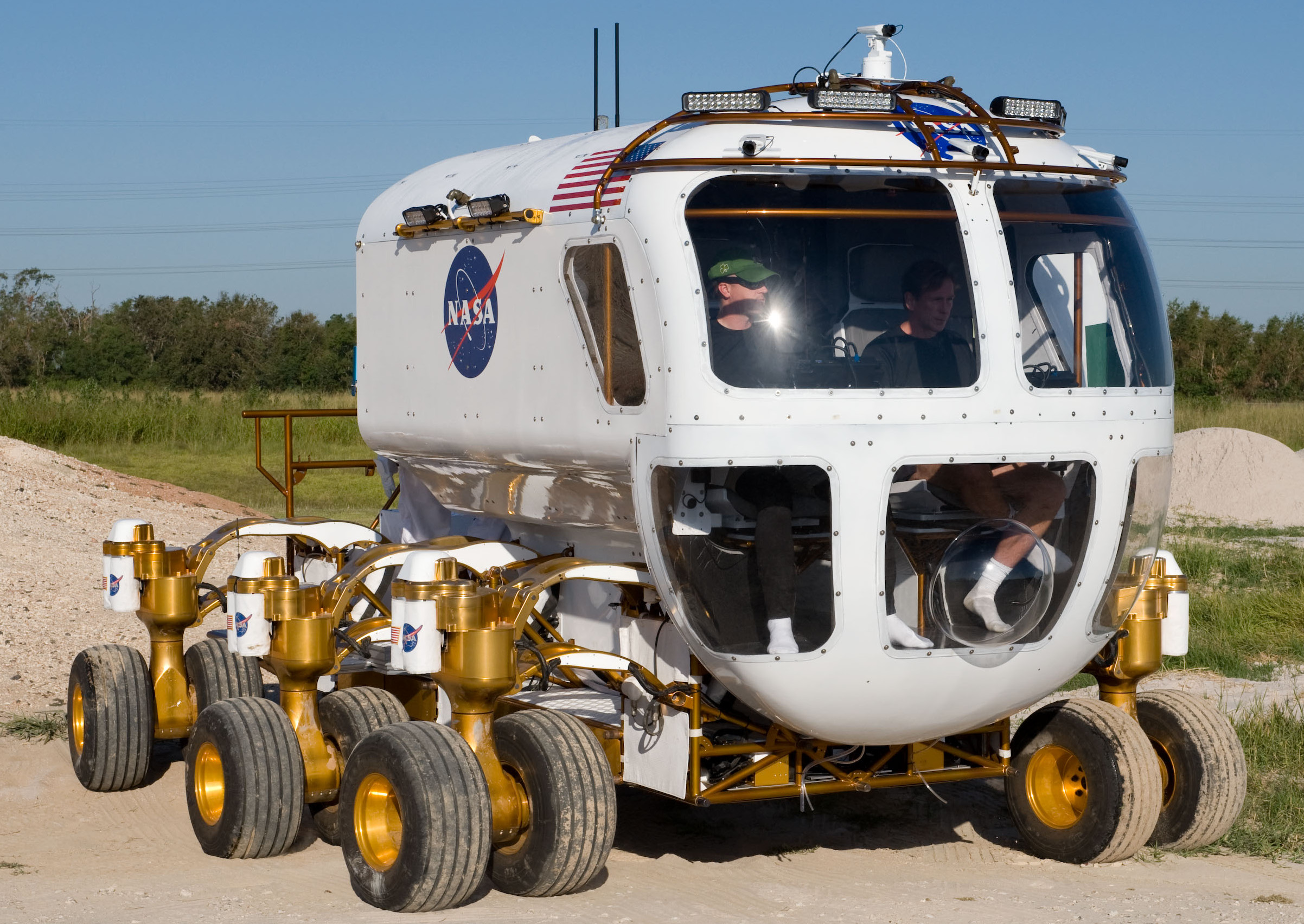
Фото SEV

Small Pressurized Rover или NASA’s Space Exploration Vehicle (SEV) — прототип лунного транспортного планетохода.
Small Pressurized Rover представляет собой небольшой вездеход с 6 ведущими колёсными осями. Аппарат работает от аккумуляторов, позволяющих в условиях лунной гравитации и поверхности развивать ему скорость до 10 км/час. В герметичной кабине устроены места для двух астронавтов и небольшой отсек для грузов. Расчётная автономность: до 2 недель или 1000 км. Идея развилась из концепции Lunar Electric Rover (LER), которая, в свою очередь, была развитием концепции Малого марсохода под давлением (SPR). Концептуальные транспортные средства Лунного электрического ровера (а позже и SEV) были протестированы во время исследований и технологий в пустыне в 2008, 2009, 2010 и 2011.
Концепция SPR позволит НАСА исследовать поверхности планет, и предоставляет астронавтам гораздо более безопасный и гибкий планетоход для исследования Луны.

###### Характеристики
- Масса: 3 тонны
- Полезная нагрузка: 1 тонна
- Длина: 4,5 м
- Колёсная база: 4 м
- Высота: 3 м
- Колеса: 12 см х 99 см в диаметре, 30 см в ширину

## Особенности концепции

###### Диапазон исследований
Система SPR состоит из модульных компонентов для транспортного средства, а также пакетов научно-исследовательских инструментов. Даже посреди труднопроходимой местности аварийное укрытие и поддержка могут быть менее чем в часе езды. Это могло бы обеспечить гораздо больший диапазон доступа к поверхности, что привело бы к гораздо более продуктивной научной отдаче. При наличии двух или более марсоходов под давлением потенциальная дальность полета от места обитания составляет более 240 км по сравнению с максимальными 10 км для "Аполлона".

###### Защита астронавтов
Наибольший риск для исследователей на поверхности Луны, связанный с непредвиденными событиями, например с солнечными частицами (SPE). Благодаря хорошо защищенной зоне шлюза скафандра небольшой герметичный марсоход одновременно служит укрытием от штормов. Быстро доступное, герметичное, устойчивое к радиации убежище может поддерживать и защищать членов исследовательской команды в течение 72 часов от SPE, острых неисправностей скафандров и других неотложных медицинских ситуаций (например, лечение декомпрессионной болезни).

###### Быстрый вход/выход в открытый космос
Преимуществом системы SPR является концепция блокировки экипажа, обеспечивающая быстрый вход/выход в открытый космос (EVA). Шлюзовой отсек позволит экипажу входить в скафандр EVA и выходить из него, не занося скафандр внутрь, сохраняя внутреннее пространство в основном свободным от пыли и уменьшая износ скафандров. Шлюзовая камера экипажа также сведет к минимуму потерю расходных материалов при сбросе давления для EVA, что увеличит продолжительность полета SPR.